# Геспицен
Геспицен (фр. Geispitzen) — коммуна на северо-востоке Франции в регионе Гранд-Эст (бывший Эльзас — Шампань — Арденны — Лотарингия), департамент Верхний Рейн, округ Мюлуз, кантон Брёнстат. До марта 2015 года коммуна административно входила в состав упразднённого кантона Сирентс (округ Мюлуз).

## Географическое положение

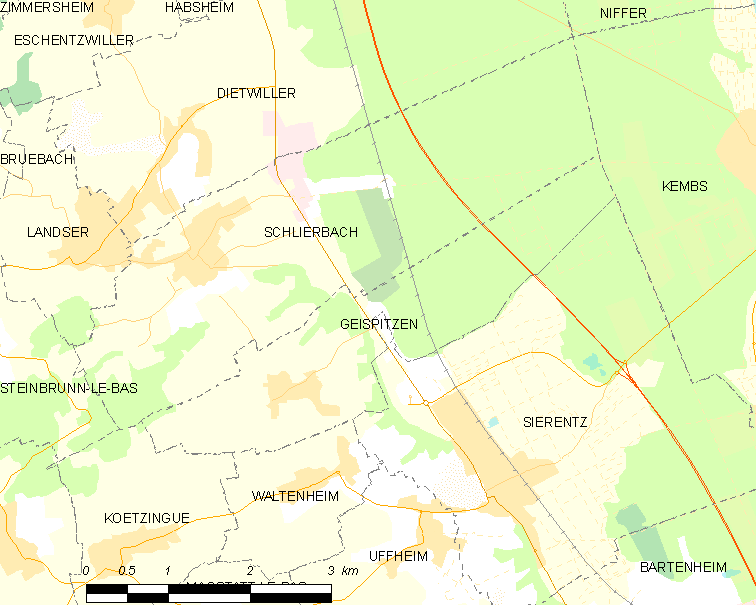
На карте

Коммуна расположена на расстоянии около 400 км на восток от Парижа, в 100 км южнее Страсбура и в 50 км южнее Кольмара.
Площадь коммуны — 6,02 км², население — 412 человек (2006) с тенденцией к стабилизации: 429 человек (2012), плотность населения — 71,3 чел/км².

## Население
Численность населения коммуны в 2011 году составляла 424 человека, а в 2012 году — 429 человек.
| 1962 | 1968 | 1975 | 1982 | 1990 | 1999 | 2006 | 2011 | 2012 |
| ---- | ---- | ---- | ---- | ---- | ---- | ---- | ---- | ---- |
| 298  | 303  | 306  | 395  | 441  | 418  | 412  | 424  | 429  |

Динамика населения:

## Экономика
В 2010 году из 283 человек трудоспособного возраста (от 15 до 64 лет) 220 были экономически активными, 63 — неактивными (показатель активности 77,7 %, в 1999 году — 71,3 %). Из 220 активных трудоспособных жителей работали 206 человек (111 мужчин и 95 женщин), 14 числились безработными (4 мужчины и 10 женщин). Среди 63 трудоспособных неактивных граждан 15 были учениками либо студентами, 32 — пенсионерами, а ещё 16 — были неактивны в силу других причин.
На протяжении 2011 года в коммуне числилось 178 облагаемых налогом домохозяйств, в которых проживало 422,5 человека. При этом медиана доходов составила 36314 евро на одного налогоплательщика.

## Достопримечательности (фотогалерея)

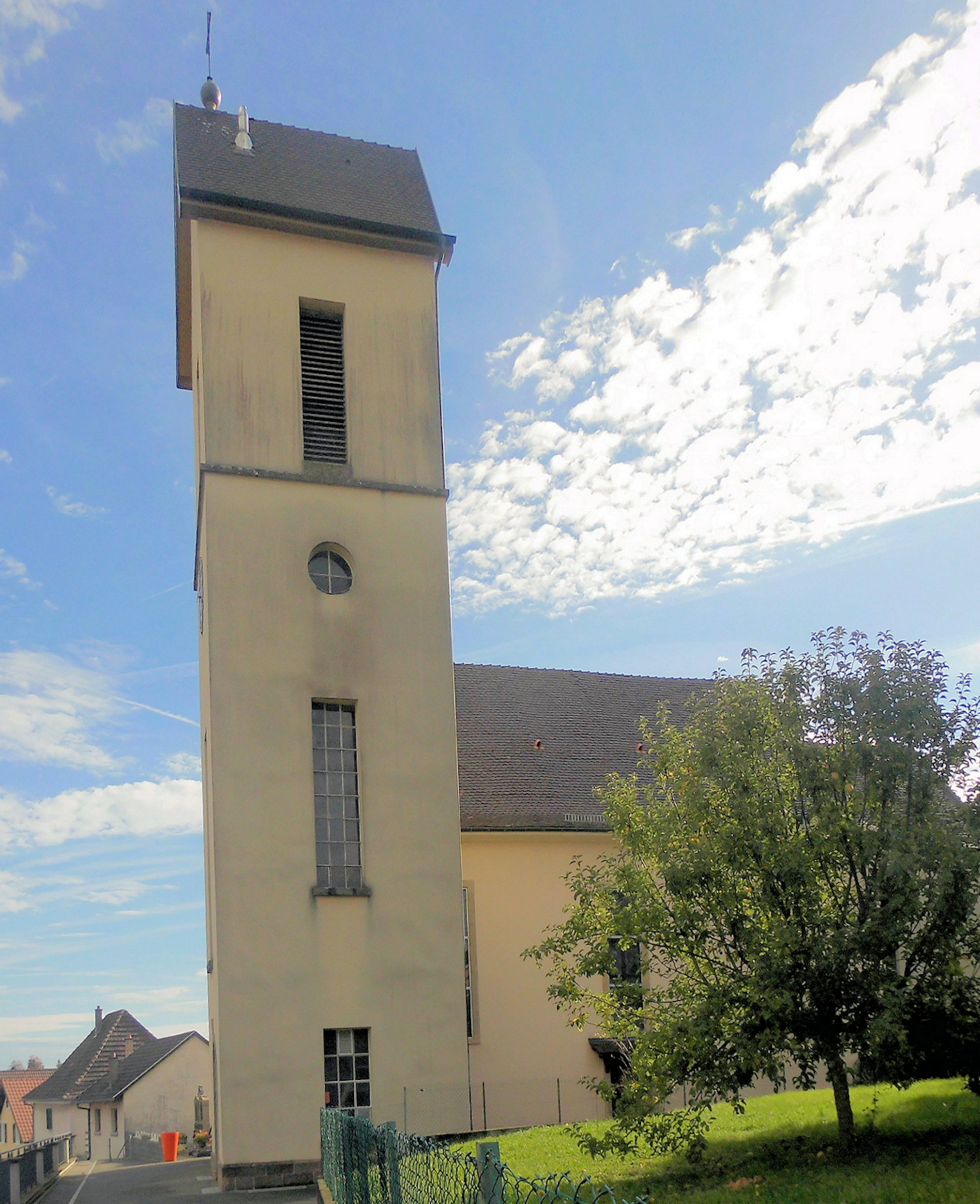
Церковь
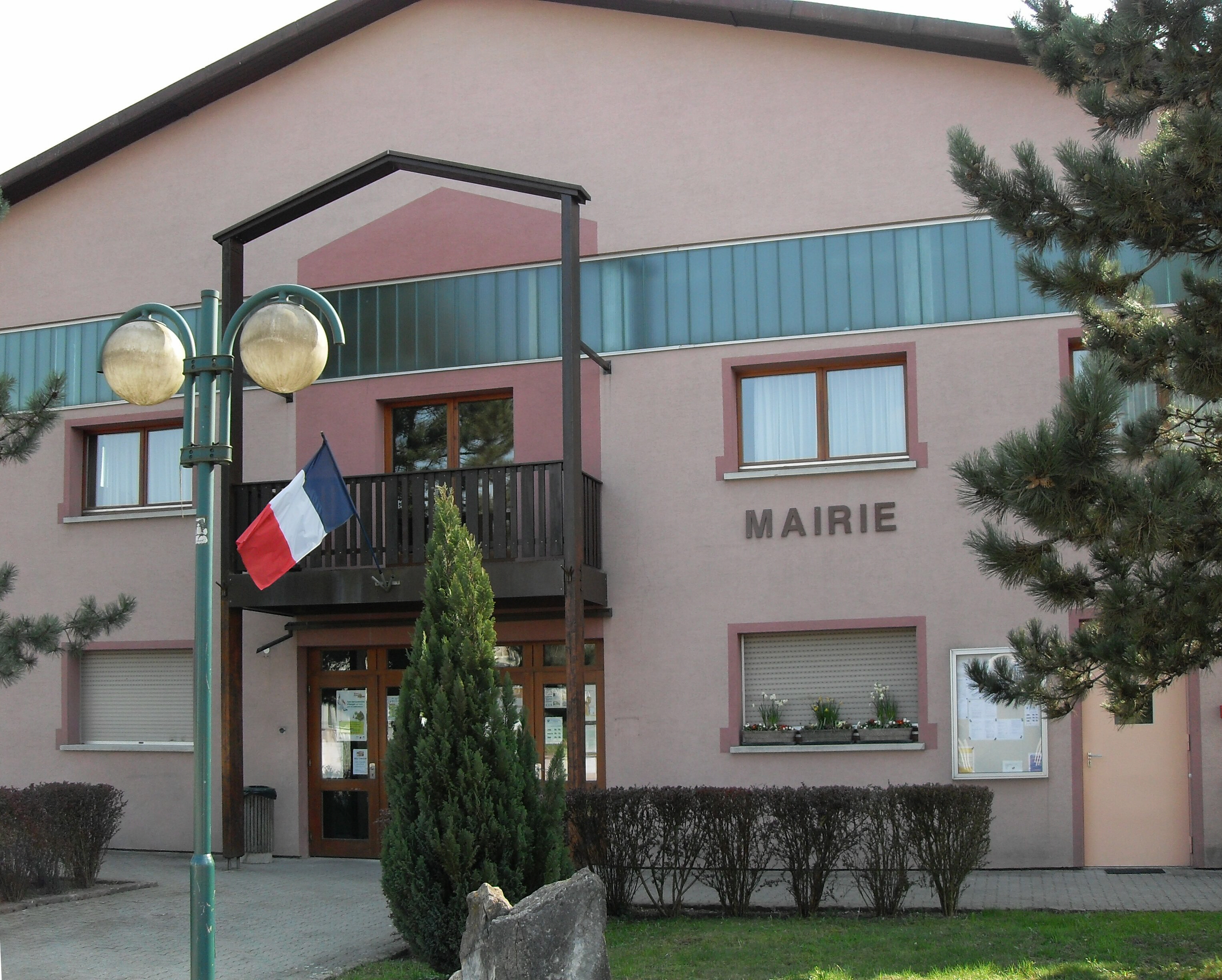
Здание мэрии